# Juazeiro
O juazeiro (Ziziphus joazeiro Mart.; Rhamnaceae), também conhecido por joá, laranjeira-de-vaqueiro, juá-fruta,  juá e juá-espinho, é uma árvore típica do Semiárido brasileiro.
Seus frutos, do tamanho de uma cereja, são comestíveis e utilizados para fazer geleias, além de possuírem uma casca rica em saponina (usada para fazer sabão e produtos de limpeza para os dentes). São também utilizados na alimentação do gado na época seca.   

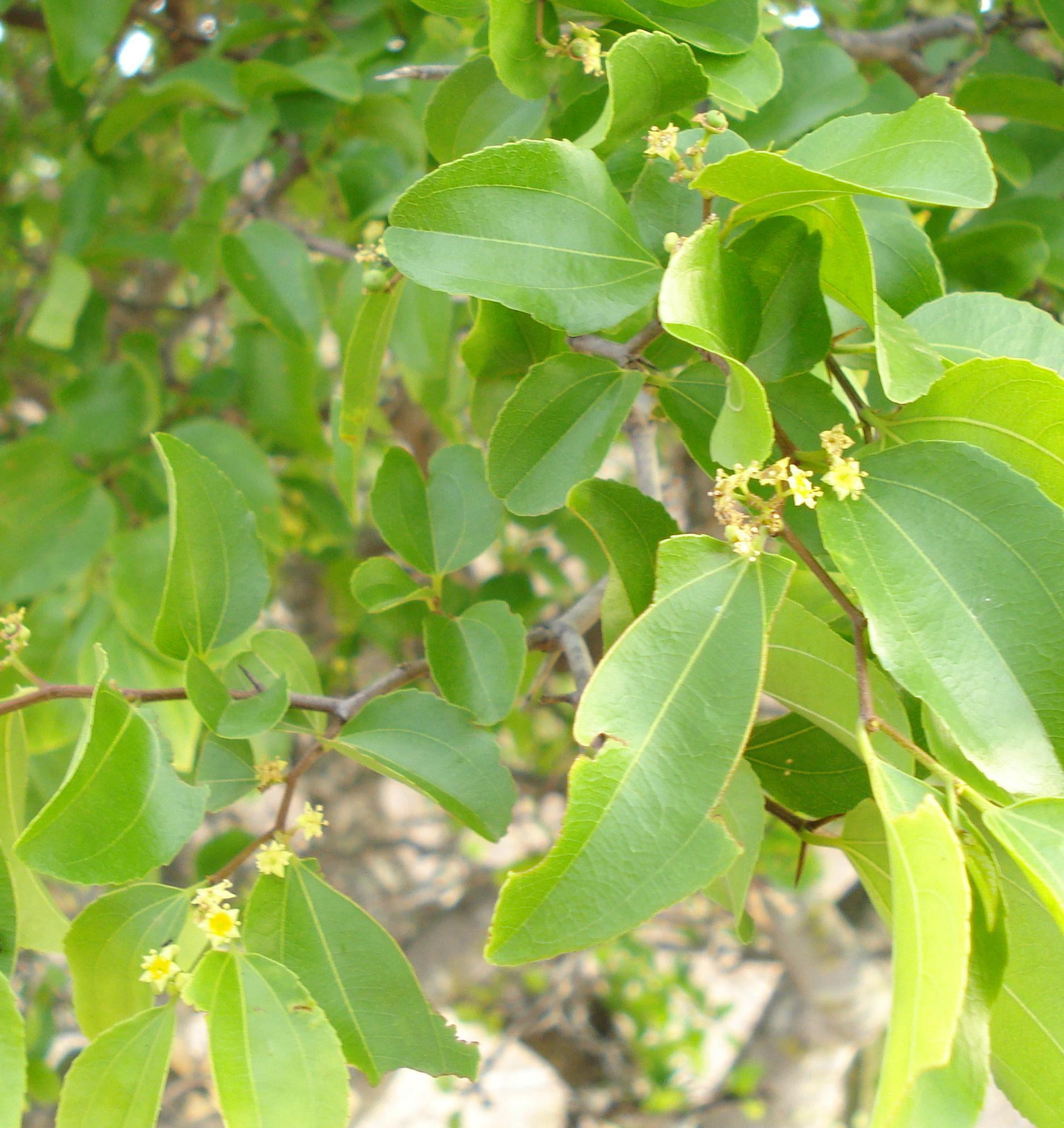
Flores do juazeiro.

Membro da família Rhamnaceae, é uma árvore endêmica da caatinga, de médio porte, com ramos tortuosos protegidos por espinhos. Entretanto, a espécie se adapta bem a locais mais úmidos, onde se torna uma árvore elegante com cerca de 15 metros de altura. Suas folhas assemelham-se às folhas de canela, exceto pelo tom verde mais claro e consistência mais membranácea. Suas flores são pequenas, de cor creme, dando origem a frutos esféricos, também pequenos, de cor amarelada, doces, com uma semente em seu interior.
A árvore é reputada por diversas propriedades medicinais. Entre seus componentes químicos, destacam-se vitamina C, pó de juá, cafeína, ácido betulínico e saponinas (estas últimas consideradas tóxicas, se ingeridos em grandes quantidades).  

## História e utilização
O início da utilização do juazeiro foi com os povos indígenas da Caatinga, tendo importância tradicional. Atualmente, o povo Fulni-Ô, de Pernambuco, ainda usa essa planta na sua medicina tradicional e em suas construções, preservando conhecimentos milenares sobre o uso dessa planta.
O extrato do juazeiro, o juá, é empregado na indústria farmacêutica em produtos cosméticos, dentre eles xampus e cremes, bem como em cremes dentais. 
Sinonímia botânica: Ziziphus gardneri Reiss.